# Гальперін Володимир Ізраїлевич

## Біографія
2 травня 1965-го року, в м. Харкові, у єврейській родині, народився Володимир Ізраїлевич Гальперін. Батько — відомий харківський вчений-економіст, професор, учасник бойових дій у Другій Світовій Війні Гальперін Ізраїль Наумович. Мати — харківська журналістка Гальперіна (Вербицька) Мая Ісааківна.
У 1972—1982 р. навчався в Харківській середній школі № 138.
У 1982 р. вступив на навчання у Харківський державний інститут культури (нині — Харківська державна академія культури).
1983—1985 р. проходив дійсну військову службу у лавах Радянської армії.
У 1988 р. закінчив з відзнакою Харківський державний інститут культури.
З 2004 р. — член Харківського відділення Спілки дизайнерів України
Дружина: Гальперіна Оксана Михайлівна (до шлюбу Кухтіна) — лікарка-терапевтка; донька: Елліна Гальперіна — юристка.

## Діяльність
Трудову діяльність Гальперін В. І. розпочав 1982 року в Харківському державному інституті культури (ХДІК), коли навчався на бібліотечному факультеті цього ж навчального закладу. Після закінчення інституту 1988 року з відзнакою працював в ряді державних та комерційних структур м. Харків. Має публікації художньо-культурологічного характеру.
З 1994 року Гальперін В. І. увійшов у мистецьке життя Харкова як один із значних організаторів творчого процесу виставкової діяльності в місті та за його межами. Створив багато міжнародних, всеукраїнських, регіональних та обласних виставок. Найбільш значні з них: «Весна і смерть, і світле воскресіння», «Слобожанський Великдень».
Гальперін В. І. ― організатор виставок в Адміністрації Президента України (м. Київ, 1997 р.), в Українському культурному центрі (м. Москва, 1998 р.) під час першого офіційного візиту Президента України Л. Д. Кучми до Росії, «Слобожанський сакральний всесвіт» до Великодня в Українському Домі (м. Київ, 1996 рік), яку відвідав президент України Л. Д. Кучма.
У 1998 році започаткував Християнський благодійний фонд ім. Андрія Первозваного. Очолюваний ним фонд здійснив низку благодійних акцій для дітей-інвалідів, хворих на ДЦП та сколіоз, інвалідів, військовослужбовців. У квітні — травні 1999 року організував роботу виставки живопису харківських художників на біблійну тематику «Блаженні чисті серцем…» у приміщенні Адміністрації Президента України, яку високо оцінив Президент України та інші керівники держави. У серпні 1999 року Фонд провів велику художню акцію в м. Тель-Авів (Ізраїль), де був представлений живопис харківських художників.
З 2000 року, очолює товариство дружби «Україна — Норвегія» пам'яті великого норвезького вченого та дипломата Ф. Нансена.
За ініціативою В. І. Гальперіна на фасаді Харківського художнього музею була відкрита меморіальна дошка пам'яті Ф. Нансена, а також ведеться активна робота зі створення постійно діючої виставки . Протягом багатьох років Гальперін В. І. опікується станом та діяльністю літературно — меморіального музею Г. С. Сковороди у с. Сковородинівка Золочівського району Харківської області: допомагає збирати нові експонати для музею, організовує виставки.

Емблема фестивалю традиційної народної культури «Покуть»

З 31 серпня 2003 року Гальперін В. І. — директор Харківського обласного центру народної творчості. Саме під його керівництвом відбулися пройшли концертні програми та виставки майстрів народної творчості "Великого Слобожанського ярмарку (2003, 2004, 2005, 2006, 2007, 2008 рр.), дні польської культури у м. Харкові (2004, 2005, 2006, 2007, 2008 р.р.), дні грецької культури в м. Харків (2004, 2005, 2006, 2007 рр.), а також IV Міжнародний фестиваль традиційної народної культури «Покуть — 2004». У програмі фестивалю були проведені не тільки концертні програми, а й науково — практична конференція на тему «Традиційна народна культура: збереження самобутності в умовах глобалізації», виставки майстрів народної творчості та самодіяльних художників.
2005 рік був відзначений проведенням таких заходів: як виставка «Джерела толерантності»; обласний культурно — мистецький захід «Родинне вогнище»; обласне фольклорне свято «Сьогодні Івана — завтра Купала».
За участю В. І. Гальперіна та колективу ХОЦНТ у 2006 році проведено літературно-музичне свято «Сковородинівська весна», обласний хоровий фестиваль «Згадаймо ті роки», етнічно-мистецький фестиваль «Печенізьське поле», культурно-мистецький захід «Родинне вогнище», прийом надзвичайного і повноважного Посла Норвегії Олава Берстада у зв'язку з відзначенням 80-річчя перебування в Україні з гуманітарною допомогою Фрітьйофа Нансена.
2007—2008 рр. були відзначені проведенням за ініціативи В. І. Гальперіна таких масових культурно-мистецьких заходів, як обласна виставка-конкурс дитячого образотворчого мистецтва «Україна в серці моєму»; обласне свято дитячої творчості до Міжнародного дня захисту дітей «У країні дитячих мрій»; регіональний фестиваль пісенно-обрядового фольклору «Сьогодні Івана, а завтра Купала» (с. Феськи Золочівського району); регіональний фестиваль-конкурс вокальної музики ім. Оксани Петрусенко (на базі Балаклійського РБК); регіональні співочі фестивалі і конкурси (м. Первомайський, Дворічанський район, Дергачівський район, Куп'янський район…), фольклорна експедиція по III засічній лінії Харківської області, міжнародна науково-практична конференція «Харків-столиця російської культури в Україні». У виставкової залі ХОЦНТ оформлена постійно діяча виставка українського мистецтва (спільно з благодійним фондом ім. Андрія Первозваного).
З початку роботи В. І. Гальперіна на посаді директора ХОЦНТ вийшли друком такі книги: «Традиційна народна культура: збереження самобутності в умовах глобалізації» — збірка матеріалів міжнародної науково-практичної конференції (2004 рік), «Відбілене сльозами полотно мережила, жила, переживала» — ілюстроване видання про колекцію слобожанської вишивки збирачки О. Т. Тройно (2005 рік), «Від свята до свята» — сценарії культурно-розважальних заходів (2006 рік), Л. І. Новикова «Пісні Слобідської України» — навчальний посібник (із CD диском) (2006 рік), «Традиційна культура в умовах глобалізації: Проблема наслідування культурного коду нації» (2006 рік), В. М. Откидач «Музична естрада» — словник, Ольга та Тетяна Коваль «Нововодолазькі голосники» збірка матеріалів міжнародної науково-практичної конференції-фольклорні, етнографічні, краєзнавчі розвитки зразкового художнього фольклорно-етнографічного колективу «Вербиченька», «Обряди та звичаї фольклорних осередків міжріччя Орелі та Сіверського Дінця» — матеріали фольклорної експедиції (2007 рік), «Пісні щирого серця» — авторські твори самодіяльних композиторів (2008 рік) Перевидані книги: В. Ступницького «Пісні Слобідської України» (2007 рік), П. В. Іванова «Жизнь и поверья» — крестьян Купянского уезда Харьковской губернии.
Володимир Ізраїлевич Гальперін постійно проводить культурно-мистецькі акції, в м. Харків та Харківській області.
У 2009 році було засновано Українсько-норвезький центр культури і співробітництва імені Фрітьйофа Нансена, керівником якого було призначено Гальперіна В. І.
З 2009 по 2011 рік центром було проведено низку культурно-мистецьких заходів та виставок за участю відомих вчених, художників, письменників із України та королівства Норвегія. Найбільшим доробком центру в цей період було відкриття 10-ти комп'ютерних класів у дитячих будинках, школах, бібліотеках та музеях різних районів Харківської області.
Серед них було встановлено іменний комп'ютерний клас імені видатного польського педагога та письменника Януша Корчака (с. Бугаївка, Ізюмського району, Харківської області)

Меморіальна дошка до 140 річчя

З 2012 року бере активну участь у дизайн-проектах та виданні художніх альбомів і книг сучасних харківських художників. Є арт-менеджером творчого об'єднання «Буриме».
З початком бойових дій в зоні АТО бере активну участь у волонтерській роботі. Організував і провів низку благодійних аукціонів на підтримку українських військових та дітей-переселенців із зони АТО.
У грудні 2017 року відкрито два нових іменних класи, присвячених видатним діячам в історії сучасної цивілізації: видатному українському філософу і громадському діячу Григорію Свічу Сковороді та Лауреату Нобелівської Премії Миру, найвидатнішому норвежцю другого тисячоліття Фрітьйофу Нансену.
25 травня 2018 року На будинку Бугаївського навчально-виховного комплексу (с. Бугаївка, Ізюмський район, Харківської області), за ініціативи Володимира Гальперіна, було відкрито меморіальну дошку однієї з визначних постатей сучасності, видатному польському педагогу та громадському діячу єврейського походження Янушу Корчаку.
З 2018 року постійно проживає в Німеччині. В лютому 2019 року відкрив художньо-мистецьку фірму «GALPERIN ART CENTER», яка займається міжнародними проектами в галузі культури і мистецтва.